# Doc Edwards
Pour les articles homonymes, voir Edwards.
Howard Rodney Edwards, dit Doc Edwards, né le 10 décembre 1936 à Red Jacket (Virginie-Occidentale) et mort le 20 août 2018 à San Angelo (Texas), est un joueur et manager américain de baseball.
Il évolue comme receveur en ligue majeure entre 1962 et 1970 puis devient manager, d'abord en ligues mineures pendant treize ans, puis avec les Cleveland Indians de 1987 à 1989 en ligue majeure.

## Carrière

### Joueur
Howard Edwards doit son surnom de Doc à son passage dans le corps médical de l'US Navy avant de rejoindre l'organisation des  Indians de Cleveland en 1958. Après quatre saisons en ligues mineures, Doc est appelé en Ligues majeures (1962). Il est échangé aux Royals de Kansas City en mai 1963. 
Il opère principalement en ligues mineures de 1965 à 1969 puis termine sa carrière de joueur avec les Phillies de Philadelphie en 1970 où il occupe un poste de joueur-instructeur, permettant une transition en douceur vers une carrière d'entraîneur.

### Entraîneur
Doc Edwards devient instructeur en ligues mineures au sein de l'organisation des Yankees de New York, puis tient un rôle de manager, toujours en ligues mineures, pendant treize saisons dans les organisations des Orioles de Baltimore, des Cubs de Chicago, des Expos de Montréal puis des Indians de Cleveland.
Il est nommé instructeur de l'enclos des Indians de Cleveland en 1985. Il remplace ensuite Pat Corrales au poste de manager des Indians à partir du 16 juillet 1987. Il est remercié le 12 septembre 1989. Hank Peters, le manager general des Indians, lui propose un poste d'assistant, mais il refuse, à contre-cœur, optant pour un poste d'instructeur de banc chez les Mets de New York. Edwards concède rapidement qu'il commet une grosse bêtise en tournant le dos à son club de cœur, les Indians. Il est ensuite notamment manager en ligues mineures à Buffalo en 1992 et manager des San Angelo Colts en United League Baseball depuis 2006.